# Canoagem nos Jogos Olímpicos de Verão de 2004
A Canoagem nos Jogos Olímpicos de Verão de 2004 teve disputas realizadas no Centro Olímpico de Canoagem e Remo Schinias para as competições de velocidades e no Centro Olímpico de Canoagem Slalon para as competições do slalom.
Ao todo 16 eventos foram realizados, sendo 12 provas de velocidade (9 no masculino e 3 no feminino) e 4 provas de slalom (3 no masculino e 1 no feminino). As provas de velocidade são divididas pelo tipo de barco: K-1 , K-2 e K-4, sendo K o tipo de barco (caiaque, do inglês kayak) e -1 o numero de atletas na disputa (K-1, caiaque para uma pessoa). A mesma regra é utilizada na canoa: C-1, C-2 e C-4 (C-1, canoa para uma pessoa).

## Eventos da canoagem
Masculino:
Velocidade: C-1 500 metros | C-1 1000 metros | C-2 500 metros | C-2 1000 metros | K-1 500 metros | K-1 1000 metros| K-2 500 metros | K-2 1000 metros | K-4 1000 metros
Slalom: C-1 | C-2 | K-1
Feminino:
Velocidade: K-1 500 metros | K-2 500 metros | K-4 500 metros
Slalom: K-1

## Masculino

### Canoagem de velocidade

#### C-1 500 metros
| Pos. | País     | Atletas         | Marca        |
| ---- | -------- | --------------- | ------------ |
|      | Alemanha | Andreas Dittmer | 1 m 46.383 s |
|      | Espanha  | David Cal       | 1 m 46.723 s |
|      | Rússia   | Maxim Opalev    | 1 m 47.767 s |

#### C-1 1000 metros
| Pos. | País     | Atletas         | Marca        |
| ---- | -------- | --------------- | ------------ |
|      | Espanha  | David Cal       | 3 m 46.301 s |
|      | Alemanha | Andreas Dittmer | 3 m 46.721 s |
|      | Hungria  | Attila Vajda    | 3 m 49.025 s |

#### C-2 500 metros
| Pos. | País   | Atletas                               | Marca        |
| ---- | ------ | ------------------------------------- | ------------ |
|      | China  | Meng Guanliang Yang Wenjun            | 1 m 40.278 s |
|      | Cuba   | Ibrahim Rojas Ledis Balceiro          | 1 m 40.350 s |
|      | Rússia | Alexander Kostoglod Alexander Kovalev | 1 m 40.442 s |

#### C-2 1000 metros
| Pos. | País     | Atletas                               | Marca        |
| ---- | -------- | ------------------------------------- | ------------ |
|      | Alemanha | Christian Gille Tomasz Wylenzek       | 3 m 41.802 s |
|      | Rússia   | Alexander Kostoglod Alexander Kovalev | 3 m 42.990 s |
|      | Hungria  | György Kozmann György Kolonics        | 3 m 43.106 s |

#### K-1 500 metros
| Pos. | País        | Atletas            | Marca        |
| ---- | ----------- | ------------------ | ------------ |
|      | Canadá      | Adam van Koeverden | 1 m 37.919 s |
|      | Austrália   | Nathan Baggaley    | 1 m 38.467 s |
|      | Reino Unido | Ian Wynne          | 1 m 38.547 s |

#### K-1 1000 metros
| Pos. | País          | Atletas            | Marca        |
| ---- | ------------- | ------------------ | ------------ |
|      | Noruega       | Eirik Verås Larsen | 3 m 25.387 s |
|      | Nova Zelândia | Ben Fouhy          | 3 m 27.417 s |
|      | Canadá        | Adam van Koeverden | 3 m 28.218 s |

#### K-2 500 metros
| Pos. | País         | Atletas                           | Marca        |
| ---- | ------------ | --------------------------------- | ------------ |
|      | Alemanha     | Ronald Rauhe Tim Wieskötter       | 1 m 27.040 s |
|      | Austrália    | Clint Robinson Nathan Baggaley    | 1 m 27.920 s |
|      | Bielorrússia | Raman Piatrushenka Vadzim Makhneu | 1 m 27.996 s |

#### K-2 1000 metros
| Pos. | País    | Atletas                                | Marca        |
| ---- | ------- | -------------------------------------- | ------------ |
|      | Suécia  | Markus Oscarsson Henrik Nilsson        | 3 m 18.420 s |
|      | Itália  | Antonio Rossi Beniamino Bonomi         | 3 m 19.484 s |
|      | Noruega | Eirik Verås Larsen Nils Olav Fjeldheim | 3 m 19.528 s |

#### K-4 1000 metros
| Pos. | País       | Atletas                                                    | Marca        |
| ---- | ---------- | ---------------------------------------------------------- | ------------ |
|      | Hungria    | Zoltán Kammerer Botond Storcz Akos Vereckei Gábor Horváth  | 2 m 56.919 s |
|      | Alemanha   | Andreas Ihle Mark Zabel Björn Bach Stefan Ulm              | 2 m 58.659 s |
|      | Eslováquia | Richard Riszdorfer Michal Riszdorfer Erik Vlček Juraj Bača | 2 m 59.314 s |

### Canoagem slalom

#### C-1 masculino
| Pos. | País       | Atletas             | Marca       |
| ---- | ---------- | ------------------- | ----------- |
|      | França     | Tony Estanguet      | 3 m 09.16 s |
|      | Eslováquia | Michal Martikán     | 3 m 09.28 s |
|      | Alemanha   | Stefan Pfannmoeller | 3 m 11.56 s |

#### C-2 masculino
| Pos. | País       | Atletas                               | Marca       |
| ---- | ---------- | ------------------------------------- | ----------- |
|      | Eslováquia | Pavol Hochschorner Peter Hochschorner | 3 m 27.16 s |
|      | Alemanha   | Marcus Becker Stefan Henze            | 3 m 30.98 s |
|      | Chéquia    | Jaroslav Volf Ondřej Štěpánek         | 3 m 32.86 s |

#### K-1 masculino
| Pos. | País        | Atletas         | Marca       |
| ---- | ----------- | --------------- | ----------- |
|      | França      | Benoit Peschier | 3 m 07.96 s |
|      | Reino Unido | Campbell Walsh  | 3 m 10.17 s |
|      | França      | Fabien Lefevre  | 3 m 10.99 s |

## Feminino

### Canoagem de velocidade

#### K-1 500 metros
| Pos. | País    | Atletas         | Marca        |
| ---- | ------- | --------------- | ------------ |
|      | Hungria | Natasa Janics   | 1 m 47.747 s |
|      | Itália  | Josefa Idem     | 1 m 49.729 s |
|      | Canadá  | Caroline Brunet | 1 m 50.601 s |

#### K-2 500 metros
| Pos. | País     | Atletas                                  | Marca        |
| ---- | -------- | ---------------------------------------- | ------------ |
|      | Hungria  | Katalin Kovács Natasa Janics             | 1 m 38.101 s |
|      | Alemanha | Birgit Fischer Carolin Leonhardt         | 1 m 39.533 s |
|      | Polónia  | Aneta Pastuszka Beata Sokołowska-Kulesza | 1 m 40.077 s |

#### K-4 500 metros
| Pos. | País     | Atletas                                                           | Marca        |
| ---- | -------- | ----------------------------------------------------------------- | ------------ |
|      | Alemanha | Birgit Fischer Maike Nollen Katrin Wagner Carolin Leonhardt       | 1 m 34.340 s |
|      | Hungria  | Katalin Kovács Szilvia Szabó Erzsebet Viski Kinga Bóta            | 1 m 34.536 s |
|      | Ucrânia  | Inna Osypenko Tetyana Semykina Hanna Balabanova Olena Cherevatova | 1 m 36.192 s |

### Canoagem slalom

#### K-1 feminino
| Pos. | País           | Atletas         | Marca       |
| ---- | -------------- | --------------- | ----------- |
|      | Eslováquia     | Elena Kaliska   | 3 m 30.03 s |
|      | Estados Unidos | Rebecca Giddens | 3 m 34.62 s |
|      | Reino Unido    | Helen Reeves    | 3 m 38.77 s |

## Quadro de medalhas da canoagem
| Ordem | País                | Medalha de ouro | Medalha de prata | Medalha de bronze | Total |
| ----- | ------------------- | --------------- | ---------------- | ----------------- | ----- |
| 1     | GER Alemanha        | 4               | 4                | 1                 | 9     |
| 2     | HUN Hungria         | 3               | 1                | 2                 | 6     |
| 3     | SVK Eslováquia      | 2               | 1                | 1                 | 4     |
| 4     | FRA França          | 2               | 0                | 1                 | 3     |
| 5     | ESP Espanha         | 1               | 1                | 0                 | 2     |
| 6     | CAN Canadá          | 1               | 0                | 2                 | 3     |
| 7     | NOR Noruega         | 1               | 0                | 1                 | 2     |
| 8     | CHN China           | 1               | 0                | 0                 | 1     |
| 8     | SWE Suécia          | 1               | 0                | 0                 | 1     |
| 10    | AUS Austrália       | 0               | 2                | 0                 | 2     |
| 10    | ITA Itália          | 0               | 2                | 0                 | 2     |
| 12    | GBR Grã-Bretanha    | 0               | 1                | 2                 | 3     |
| 12    | RUS Rússia          | 0               | 1                | 2                 | 3     |
| 14    | CUB Cuba            | 0               | 1                | 0                 | 1     |
| 14    | USA Estados Unidos  | 0               | 1                | 0                 | 1     |
| 14    | NZL Nova Zelândia   | 0               | 1                | 0                 | 1     |
| 17    | BLR Bielorrússia    | 0               | 0                | 1                 | 1     |
| 17    | POL Polônia         | 0               | 0                | 1                 | 1     |
| 17    | CZE República Checa | 0               | 0                | 1                 | 1     |
| 17    | UKR Ucrânia         | 0               | 0                | 1                 | 1     |